# 塚越敏
塚越 敏（つかごし さとし、1917年5月16日 - 2008年2月25日）は、日本のドイツ文学者、翻訳家。慶應義塾大学名誉教授。

## 経歴
1917年、東京生まれ。東京帝国大学文学部独文科卒業。慶應義塾大学文学部独文科教授を務め、定年退任し名誉教授。
2008年2月25日、慢性呼吸不全のため死去。

## 研究内容と受賞・栄典
リルケを研究テーマとした。『書簡集』、『作品集』訳に多く参加した。
1996年に『リルケとヴァレリー』で芸術選奨文部大臣賞を受賞。

## 著書
- 『リルケの文学世界』（理想社） 1969、芸立出版 1980
- 『リルケとヴァレリー』（青土社） 1994
- 『創造の瞬間 リルケとプルースト』（みすず書房） 2000

## 翻訳
- 『わが恋人ゲーテ』（ベッティーナ・アルニム、東京出版） 1952
- 『リルケ 人と詩人』（ノーラ・ヴィーデンブルゥク、鈴木重吉共訳、筑摩書房） 1954
- 『実存哲学概説』（ボルノウ、金子正昭共訳、理想社） 1962
- 『わが愛の遍歴』（アルマ・マーラー=ウェルフェル、宮下啓三共訳、筑摩書房） 1963、新版1985
- 『フランツ・カフカ』（クラウス・ヴァーゲンバハ、理想社） 1967
- 『書簡集』（ニーチェ、理想社、全集 第15・16巻） 1968 - 1970、普及版 1980 
  - 改訂版『ニーチェ全集 別巻1・2 書簡集・詩集』（ちくま学芸文庫） 1994
- 『メランコリア』（ルードルフ・カスナー、法政大学出版局） 1970
- 『市民・芸術・神話 トーマス・マンの世界』（人文書院） 1972
- 『審判・城　戯曲』（カフカ原作、マックス・ブロート、アンドレ・ジイド、ジャン＝ルイ・バロオ脚色、白井健三郎共訳、人文書院） 1973
- 『リルケ』（H・E・ホルトゥーゼン、清水毅共訳、理想社） 1981：図版解説
- 『グリム童話集』（旺文社文庫） 1982
- 『マーラーとシュトラウス ある世紀末の対話 往復書簡集1888～1911』（音楽之友社） 1982

### リルケ
- 『C・W伯の遺稿より - リルケの詩集』（国文社） 1973
- 『オーギュスト・ロダン』（リルケ、東出版） 1977
- 『リルケ書簡集』全4巻（後藤信幸共訳、国文社） 1977 - 1988
- 『一角獣をつれた貴婦人 - リルケ：マルテの手記抄』（風信社） 1981
- 『リルケ / ホーフマンスタール往復書簡』（風信社） 1983
  - 改題『リルケ / ホーフマンスタール 文芸書簡 1899～1925』（文化書房博文社） 2003
- 『マルテ・ラウリス・ブリッゲの手記　リルケ全集（7）』（以文社） 1983 - 本巻のみ刊
- 『詩集 マリアの生涯』（リルケ、国文社） 1986
- 『リルケ全集』全9巻・別巻1[3]（監修、河出書房新社） 1990
- 『リルケ美術書簡 1902～1925』（みすず書房） 1997
- 『マルテ・ラウリス・ブリッゲの手記』（リルケ、未知谷） 2003
- 『オーギュスト・ロダン - 論説、講演、書簡』（リルケ、未知谷） 2004